# Hamatastus lemniscatus
Hamatastus lemniscatus är en skalbaggsart som beskrevs av Monné 1985. Hamatastus lemniscatus ingår i släktet Hamatastus och familjen långhorningar. Inga underarter finns listade i Catalogue of Life.